# Soslan Tighiev
Soslan Tighiev (n. 12 octombrie 1983, Ordjonikidze, RSFS Rusă, URSS) este un luptător ce a reprezentat Uzbekistan. A participat la două ediții ale Jocurilor Olimpice (2008, 2012) în care a câștigat inițial două medalii. Dar a fost descalificat pentru dopaj.

## Legături externe
- en Soslan Tighiev la Olympedia.org